# Neslihan Kavas
Neslihan Kavas, née le 29 août 1987 à Eskişehir, est une joueuse de tennis de table handisport turque.

## Carrière
Elle remporte la médaille de bronze en simple aux Jeux paralympiques d'été de 2008 à Pékin.
Aux Jeux paralympiques d'été de 2012 à Londres, elle est médaillée d'argent en simple et par équipe.